# NGC 5831
NGC 5831 (други обозначения – UGC 9678, MCG 0-38-20, ZWG 20.54, PGC 53770) е елиптична галактика (E3) в съзвездието Дева.
Обектът присъства в оригиналната редакция на „Нов общ каталог“.